# 飛松五男
飛松 五男（とびまつ いつお、1944年〈昭和19年〉11月15日 - ）は、日本の行政書士、探偵、内部告発者。鹿児島県阿久根市出身、兵庫県姫路市在住。元兵庫県警察官（定年退職時に巡査部長から警部補に特別昇任）。
在職時はほとんどの期間で刑事警察に所属し、多種多様な事件を扱った。退職後に被害者相談に乗り、犯人を割り出したため、テレビや出版社の目に止まり、現在は元刑事の経歴を生かしたコメンテーターとして活躍している。

## 経歴
鹿児島県阿久根市出身。9人兄弟の五男であったことから、名前を五男と名付けられる。鹿児島県立阿久根高等学校卒業後、集団就職で兵庫県に来て、自動車関連の会社に就職する。しかし、その会社を一年余りで辞め、1964年6月兵庫県警察に入る。「入った日から刑事になりたくて、なれた日には嬉しくて仕方なかった」とも記憶している根っからの刑事畑の人物である。以後41年間兵庫県警に奉職し、21歳で刑事となり、以後、所轄刑事、警察本部捜査第一課刑事として勤務、1976年31歳で巡査部長に昇任。管理部門以外の全ての捜査部門を36年間勤めた。2005年3月の定年退職時巡査部長から警部補に特別昇任。警察庁長官表彰、警察庁近畿管区警察局表彰、兵庫県警本部長賞などの表彰多数。
2009年には加古川市で起きた女性教師殺害事件の調査にも関わった。その女性教師の父が飛松の元同僚であり、調査依頼されたためである。失踪直後から、元交際相手周辺の調査、遺棄現場付近の調査、元交際相手に直接取材を10回にわたって行う。その調査がもとになり、同県稲美町に住む元交際相手の28歳無職男性ら3名が逮捕され、殺害、死体遺棄を自供、起訴されている。一連の飛松の活動を報道番組で3回にわたり報道された。

## 人物
現職時にも『警察24時』などの警察密着番組に「飛松といると事件が撮れる」ということで、よくテレビにも出演していた。定年前から相談を受けていた姫路2女性殺害事件で退職後も被害者相談に乗り、犯人を割り出し確保したため、その熱い姿勢がテレビや出版社の目に止まり、コメンテーターとしても活躍し始める。やしきたかじんの関係する関西圏の番組では、同じく元刑事の北芝健のファンタジー北芝（ファンタジーですとことわって、真実を言おうとしている意）に対して、パッション飛松（刑事の頃の熱い気持ちを持ったままの意）と呼称される。
また、兵庫県警の交通安全協会への天下り問題をテレビの報道番組で暴露したこともある。その内容は、
- 「5年在職で数千万の退職金他が支払われている。兵庫県の場合、235人の職員のうち警察のOBは120人おり、約半数を占める。」
- 「警察官で加入している者は一人もいない。加入しても意味がないことを誰もが知っているから」

といったものであった。
行政書士事務所を開設し、市民の身近な生活相談を受け、兵庫県議・県内各地の市議との幅広い人脈を生かして、行政機関とのパイプ役として地域住民から大きな信頼を得ている。
飛松塾を主宰して 毎回多彩なゲストを招聘し、日本の現状、未来を参加者と一緒に考えるために、誰でも自由に参加出できるセミナーを開催している。これまで講師として柳谷郁子、鈴木邦男、上祐史浩、朴一、八幡愛、河野義行、前川喜平、寺脇研、さかはらあつし、各氏が講演をしている。
ジョブチューン アノ職業のヒミツぶっちゃけます!の常連ゲストであり、番組内で「婦人警官はブスばっかり！！」「本部の奴はゴマすり野郎のアホばっか」「取調室を血の海にしてた」「パトカーを常時100㎞超のスピードで運転していた」「（交番勤務時代に）暴漢に向かって「ぶち殺したるぞ！！」と言いながら拳銃を撃った」という嘘か真か分からないエピソードを披露している。そのため番組では「飛松さんが若い頃の話です。」という補足が必ず入る。

## 主著
- 飛松五男の熱血事件簿 私だけが知っている不可解事件の裏側と真相 （鹿砦社 2011年）
- なぜ警察官の犯罪がなくならないのか 元熱血刑事がテレビで言えなかったこと （インシデンツ 2013年）
- 歪曲捜査 ケンカ刑事が暴く警察の実態 （第三書館 2014年）

## 出演番組

### ゲスト出演
- たかじんのそこまで言って委員会（よみうりテレビ）※番組内では「パッション飛松」と呼ばれている。

その他、たかじんの関係する番組に多数出演。
- ジョブチューン アノ職業のヒミツぶっちゃけます!(TBSテレビ)

上記以外にも、特に警察不祥事発生の時、報道番組に出演